# Wiz Khalifa
Cameron Jibril Thomaz (Minot, Sjeverna Dakota, SAD, 8. rujna 1987.), bolje poznat po svom umjetničkom imenu Wiz Khalifa je američki reper, pjevač, tekstopisac i glumac iz Pittsburgha, Pennsylvanije. Wiz Khalifa se rodio kao dijete roditelja koji su služili Američkoj vojsci. Od svoje šeste godine volio je glazbu, te je htio postati glazbenik. U svojoj 14. godini života pronašao je studio I.D. Labs gdje je počeo snimati prve pjesme. Pohađao je srednju školu Taylor Allderdice. Njegova glazbena karijera počela je 2005. godine kad je objavio svoj prvi miksani album Prince of the City: Welcome to Pistolvania.
Svoj prvi, nezavisni album Show and Prove objavio je 2006. godine, te je 2007. potpisao ugovor za diskografsku kuću Warner Bros. Records. Njegov prvi promotivni singl "Say Yeah" dostigao je 19. mjesto na top ljestvici Billboard Hot 100. Khalifa je svoj drugi nezavisni album Deal or No Deal objavio u studenom 2009. godine. Miksani album Kush & Orange Juice objavio je kao besplatni download u travnju 2010. godine, a album je postao najtraženija tema na Googleu. Prvi singl nakon što je potpisao ugovor za Atlantic Records bio je "Black and Yellow" koji je debitirao na 1. mjestu top ljestvice Billboard Hot 100. Svoj debitantski album Rolling Papers objavio je objavio 29. ožujka 2011. godine. Osim singla "Black and Yellow", album sadrži još tri hit singla; "Roll Up", "On My Level" i "No Sleep". U prosincu 2011. godine, zajedno sa Snoop Doggom objavio je soundtrack Mac & Devin Go to High School za istoimeni film. Album sadrži hit singl "Young, Wild & Free" na kojem gostuje Bruno Mars. Trenutno radi na svom drugom studijskom albumu O.N.I.F.C. kojeg će objaviti 18. rujna 2012. godine.

## Raniji život

### Djetinjstvo
Wiz Khalifa je rođen kao Cameron Jibril Thomaz, 8. rujna 1987. godine u Minotu, Sjevernoj Dakoti. Majka Katie (djevojački Wimbush) i otac Laurence su mu služili Američkoj vojsci. Kad je imao dvije godine, on i njegovi roditelji su se preselili u Pittsburgh zbog vojnog roka. U sljedećih trinaest godina živio je u Južnoj Karolini, Georgiji, Oklahomi, Njemačkoj, Engleskoj i Japanu. Godine 1990. njegovi roditelji su morali služiti na različitim mjestima, te je Wiz ostavljen sestri koja je služila u operaciji Pustinjska oluja. Tijekom svojih putovanja, Wiz je bio prisiljen odrastati brže od svojih vršnjaka jer se stalno selio, mijenjao škole, prijatelje i bilo se teško povezati s nekim tko nije iz obitelji. Pohađao je srednju školu Taylor Allderdice.

### Počeci karijere
Umjetničko ime je dobio od svog djeda koji je bio musliman. Khalifa je riječ koja na arapskom znači "nasljednik", a Wiz je skraćenica od Wisdom što znači "mudrost". U dobi od 14 godina imao je već nekoliko pjesama, koje je napravio pod utjecajem svojih idola kao što su Snoop Dogg, Bone Thugs-n-Harmony, The Notorious B.I.G. i Cam'ron, te Jimi Hendrix. Spreman poduzeti sljedeći korak, počeo je potragu za glazbenim studijom kako bi snimao nove pjesme. Pronašao je vlasnika I.D. Labsa, Erica Dana koji je odmah prepoznao njegov talent zajedno s Chad Glick Identity Management. Kad je njegov talent primijetio Benjy Grinberg, vlasnik diskografske kuće Rostrum Records, Wiz je odmah 2004. godine dobio ugovor za diskografsku kuću Rostrum Records. Kasnije za HitQuarters, Grinberg je izjavio: "Iako je još bio mlad mogao sam reći da je grubi dijamant, te uz malo pažnje postat će nešto posebno". Kad je napunio 17 godina na tijelo je tetovirao svoje umjetničko ime.

## Karijera

### Show and Prove(2005. – 2007.)
Odmah nakon potpisivanja ugovora s diskografskom kućom Rostrum Records, Wiz Khalifa je svoj prvi miksani album Prince of the City: Welcome to Pistolvania objavio 12. svinja 2005. godine. Miksani album je vodio do njegovog prvog nezavisnog albuma Show and Prove kojeg je objavio 5. rujna 2006. godine. Na albumu se nalazi i njegov prvi promotivni singl "All In My Blood (Pittsburgh Sound)". Kasnije ga je časopis Rolling Stone proglasio izvođačem koji može puno postići.
Godine 2007., Wiz Khalifa je potpisao ugovor s diskografskom kućom Warner Bros. Records, te je kasnije objavio dva miksana albuma preko diskografske kuće Rostrum Records: Grow Season zajedno s DJ Green Lanternom koji je objavljen 4. srpnja 2007. i Prince of the City 2 koji je objavljen 20. studenog 2007. godine. Iste godine je objavio dva promotivna singla "Say Yeah" i "Youngin On His Grind". Njegov debitantski promotivni singl s Warner Brosa "Say Yeah" dosegnuo je poziciju broj 25 na Billboardovoj top ljestvici Rhythmic Airplay Chart i poziciju broj 20 na top ljestvici Hot Rap Songs. Singl sadrži uzorke pjesme "Better Off Alone" pjevačice Alice DeeJay. Producent singla "Say Yeah" je Girl Talk iz Pittsburgha. On je mash up producent koji je za pjesmu koristio uzorke Underworlda "Born Slippy", Ushera "Love in This Club" i The Curea "In Between Days".

### Deal or No Deal(2008. – 2009.)
Wiz je u srpnju 2008. godine objavio promotivni singl "Make It Hot". Khalifa je 2. kolovoza nastupao na ljetnom festivalu u West Valley Cityju, Utahu zajedno s Davidom Bannerom, Gameom i grupom Play-N-Skillz. Iste godine, 17. rujna je objavio svoj četvrti miksani album Star Power koji sadrži singl "Ink My Whole Body".
Odmah sljedeće godine, datuma 17. travnja je objavio peti miksani album Flight School zajedno sa singlom "Get Sum", te je osnovao vlastitu diskografsku kuću Taylor Gang Records. U srpnju je raskinuo ugovor s diskografskom kućom Warner Bros. Records, nakon brojnih odgađanja objavljivanja debitantskog albuma First Flight. Za časopis Pittsburgh Post-Gazette Khalifa je naveo: "Puno sam naučio tijekon vremena provedenog u diskografskoj kući Warner Bros. i sazrio sam kao umjetnik tijekom tog procesa, te mi je jako drago što ću nastaviti dalje sa svojim radom". Khalifa je 31. srpnja 2009. godine u Pittsburghu nastupao zajedno s Girl Talkom, Modey Lemonom, Donorom, Grand Buffetom i Don Caballerom, gdje je javno objavio da je raskinuo ugovor s diskografskom kućom Warner Bros.
Nastavljajući svoju suradnju s diskografskom kućom Rostrum Recordsom, objavio je promotivnu pjesmu "Teach U To Fly", te 9. kolovoza 2009. godine miksani album How Fly zajedno s Currensyjem. Khalifa je na miksani album uveo melodičan zvuk, naizmjenično pjevanje i repanje. Iste godine otvorio je koncert za U-Goda, člana Wu-Tang Clana u New York Cityju. Miksani album Burn After Rolling objavio je 2. studenog 2009. godine gdje pjeva preko glazbe drugih glazbenika kao što su "If I Were A Boy" i "Diva" Beyoncé, "Walking on a Dream" Empire of the Suna, "Luchini AKA This Is It" Camp Loa, i "Best I Ever Had" Drakea. Svoj drugi nezavisni album Deal or No Deal objavio je 24. studenog 2009. godine.

### Rolling Papers(2010. – 2011.)
Wiz Khalifa je u ožujku 2010. godine nastupao na Emo's u Austinu, Teksasu kao dio festivala South by Southwest. U istom mjesecu pojavio se na naslovnici časopisa XXL za listu deset novih glazbenika, uključujući i Donnisa, J. Colea, Pilla, Freddie Gibbsa i Fashawna, te druge. Iste godine od strane časopisa The Source bio je proglašen kao "novak godine" uz Rick Rossa kao "čovjeka godine". Zajedno s reperom Yelawolfom bio je na dvadeset koncerata povodom turneje Deal or No Deal. Svoj besplatni miksani album Kush & Orange Juice objavio je 14. travnja 2010. godine koji je proizveo promotivni singl "Mezmorized". Miksani album je postao najtraženija tema na Googleu.
Časopis New York je u travnju 2010. izjavio da je Wiz Khalifa potpisao ugovor s diskografskom kućom Atlantic Records, iako on to nije potvrdio. U lipnju 2010. za AllHipHop je izjavio da radi na novom albumu, ali da još nije odlučio koja će ga diskografska kuća distributirati. U srpnju iste godine za MTV je izjavio da ima potpisan ugovor s Atlantic Recordsom. Te godine je gostovao na mnogim pjesmama raznih izvođača. Kasnije ga je MTV imenovao kao najboljeg novog izvođača (Hottest Breakthrough MC) 2010. godine, pobijedivši s gotovo 70,000 glasova. Ostali finalisti su bili Nicki Minaj, J. Cole, Travis Porter i Diggy Simmons. Tijekom godine gostovao je na mnogim glazbenim festivalima kao što su Rock the Bells i Soundset. Početkom rujna odbio je s Drakeom otići na turneju jer je imao vlastitu turneju zvanu Waken Baken koja je prošla kroz pedeset gradova u Sjedinjenim Američkim Državama. Gost na svakom koncertu bio je Yelawolf, a karte su bile rasprodane na svim lokacijama.
Khalifa je sredinom rujna objavio debitantski singl "Black and Yellow" pod diskografskom kućom Atlantic Records. Producenti singla su produkcijski duo Stargate. Naziv pjesme se odnosi na boje grada Pittsburgha i na boje Pittsburgh Steelersa, momčadi američkog nogometa iz lige NFL. Singl je na top ljestvici Billboard Hot 100 debitirao na poziciji broj jedan, te zaradio troduplu platinastu certifikaciju u Sjedinjenim Državama. Deveti miksani album Cabin Fever objavio je 17. veljače 2011. godine.
Iste godine, 29. ožujka objavio je debitantski studijski album Rolling Papers koji je na top ljestvici Billboard 200 debitirao na poziciji broj dva. Album je u prvome tjednu prodan u 197.000 primjeraka. Album je sveukupno prodan u 780.000 primjeraka, te je zaradio zlatnu certifikaciju u Sjedinjenim Američkim Državama. Osim singla "Black and Yellow", album ima još tri hit singla; "Roll Up", "On My Level" i "No Sleep". Tijekom godine bio je nominiran za mnoge nagrade kao što su American Music Award, BET Awards, MTV Europe Music Awards i druge. U listopadu je objavio singl "Young, Wild & Free" zajedno sa Snoop Doggom na kojem gostuje Bruno Mars. Singl je bio vrlo uspješan na top ljestvicama diljem svijeta. U Sjedinjenim Državama i u Australiji je zaradio troduplu platinastu certifikaciju. Nakon singla, uslijedio je i zajednički album sa Snoop Doggom nazvan Mac & Devin Go to High School. Album je prodan u 118.500 primjeraka.

### O.N.I.F.C.(2012. - danas)
Wiz Khalifa je odmah početkom 2012. godine bio nominiran za nagrade Grammy i Billboard. Nakon uspješne 2011. godine, svoj deseti miksani album Taylor Allderdice objavljuje 13. ožujka. U travnju je objavljena pjesma "Payphone", grupe Maroon 5 na kojoj gostuje Wiz Khalifa. Tjedan nakon te pjesme, Wiz objavljuje prvi singl s albuma O.N.I.F.C. pod imenom "Work Hard, Play Hard". U svibnju je osvojio nagradu Billboard u kategoriji za najboljeg novog izvođača (Top New Artist). Wiz Khalifa je početkom srpnja najavio da će 9. kolovoza objaviti miksani album Live In Concert zajedno s Currensyjem. U kolovozu je najavio da će album O.N.I.F.C. objaviti 18. rujna. Wiz Khalifa i Mac Miller su 5. kolovoza završili zajedničku turneju Under the Influence of Music Tour. Koncerte je posjetilo mnogo ljudi, a najviše ih je bilo u njihovom gradu Pittsburghu, Pennsylvaniji, čak 20.000 ljudi.

## Privatni život

### Rezidencija
U ožujku 2012. godine Wiz Khalifa je kupio zemljište od 2.8 hektara s kućom od 3891 četvornih metara u Canonsburgu, Pennsylvaniji, maloj zajednici jugozapadno od Pittsburgha. Rezidencija se sastoji od pet spavaćih sobi, četiri kupatila, podova od brazilske koance, aparata od nehrđajučeg čelika i odvojene manje kuće za goste. Tamo trenutno boravi sa svojom zaručnicom Amber Rose.

### Pravna pitanja
Wiz Khalifa je po prvi put bio uhićen 9. studenog 2010. godine zbog posjedovanja šezdeset grama marihuane koju je policija pronašla u njegovom autobusu za turneju. Uhićen je poslije koncerta kojeg je imao na sveučilištu East Carolina u Greenvilleu, Sjevernoj Karolini. Istog dana je glasnogovornik zatvora u okrugu Pitt za MTV News izjavio da je Wiz Khalifa uhićen oko 1:30, te pušten oko 8:00 sati uz jamčevinu od 300.000 dolara. Kasnije je reper Currensy na Twitteru objavio video isječak gdje policija stavlja lisice Wizu Khalifi. Na video isječku se mogu čuti obožavatelji koji vrijeđaju policiju.
Drugi put 21. travnja 2012. godine u Nashvilleu, Tennesseeju, Wiz Khalifa je izbjegao uhićenje bacivši marihuanu kroz prozor svoje hotelske sobe prije nego što je policija ušla. Iste godine, 1. svibnja Khalifa je uhićen u okružju Forsyth u Sjevernoj Karolini. Uhićen je nakon koncerta u Winston-Salemu. Nakon pretraživanja autobusa, policija je pronašla jedanaest grama marihuane, te je Wiz dobio poziv na sud.

## Diskografija
| - Rolling Papers (2011.) - O.N.I.F.C. (2012.) - Mac & Devin Go to High School (2012.) - Show and Prove (2006.) - Deal or No Deal (2009.) | - Prince of the City: Welcome to Pistolvania (2005.) - Grow Season (2007.) - Prince of the City 2 (2007.) - Star Power (2008.) - Flight School (2009.) - How Fly (2009.) - Burn After Rolling (2009.) - Kush & Orange Juice (2010.) - Cabin Fever (2011.) - Taylor Allderdice (2012.) - Cabin Fever 2 (2012.) - Live In Concert (2012.) |

## Filmografija

### Filmovi
- Mac & Devin Go to High School (2012.)
- Gang of Roses 2: Next Generation (2012.)

## Nagrade i nominacije

### Nagrada Grammy
Wiz Khalifa je u svojoj karijeri dva puta bio nominiran za nagradu Grammy, 2012. godine za pjesmu "Black and Yellow". Pjesma je bila nominirana u dvije kategorije.
| Godina | Nominirano djelo   | Nagrada                                     | Rezultat   |
| ------ | ------------------ | ------------------------------------------- | ---------- |
| 2012.  | "Black and Yellow" | Najbolja rap pjesma (Best Rap Song)         | nominacija |
| 2012.  | "Black and Yellow" | Najbolja rap izvedba (Best Rap Performance) | nominacija |

## Vanjske poveznice

### Službene stranice
- Službena stranica
- Wiz Khalifa na Twitteru
- Wiz Khalifa na MySpaceu

### Profili
- Wiz Khalifa na Allmusicu
- Wiz Khalifa na Discogsu
- Wiz Khalifa na Billboardu
- Wiz Khalifa  Arhivirana inačica izvorne stranice od 16. travnja 2008. (Wayback Machine) na MTV
- Wiz Khalifa na Internet Movie Databaseu